# Yannick Carrasco
Yannick Ferreira Carrasco (n. 4 septembrie 1993, Elsene, Comunitatea Francofonă din Belgia⁠(d), Belgia) este un fotbalist belgian, care joacă pe post de mijlocaș lateral la Al-Shabab în Liga Profesionistă din Arabia Saudită. Pe plan internațional, are prezențe la națională pentru Belgia, Belgia U15⁠(d), Belgia U17⁠(d), Belgia U18⁠(d), Belgia U19⁠(d) și Belgia U21⁠(d).

## Cariera pe echipe

### A. S. Monaco F. C.
Carrasco a născut în Belgia, din tată portughez și mamă spaniolă. S-a alăturat la Monaco de la KRC Genk în 2010. A făcut debutul profesional în Monaco pe 30 iulie 2012, într-un meci împotriva lui Tours FC în Ligue 2. În acest meci, a deschis scorul cu un mare gol din lovitură liberă pentru a conduce Monaco la o victorie 4-0. Pe data de 13 aprilie 2013 a marcat două goluri cu Monaco pentru victoria lor cu scorul de 2-0 cu Auxerre în campionat. În primul său sezon cu clubul, Ferreira-Carrasco a jucat 27 de meciuri și a marcat 6 goluri pentru sezonul în care Monaco a câștigat promovarea înapoi în Ligue 1.
Primul său gol în Ligue 1 a fost pe 5 octombrie 2013 împotriva lui Saint-Etienne, profitând de un centru a lui James Rodriguez , care a ajutato pè Monaco pentru a obține o victorie cu 2-1. A marcat de două ori în primele 10 minute din prima repriză pe 20 octombrie, când Monaco a remizat 2-2 cu Sochaux.

### Atlético Madrid
Pe 10 iulie 2015 a fost făcut oficial transferul său la Atlético Madrid , semnând un contract până în 2020, cu un cost de 15 milioane de euro pentru 75% din drepturile jucătorului.
Pe 17 octombrie, a marcat primul său gol ca rojiblanco împotriva celor de la Real Sociedad.
Pe 28 mai 2016 Carrasco a marcat golul egalări în Finala Ligii Campionilor de UEFA 2015-16 în fața Real Madrid , în care ar pierde la lovituri de departajare, devenind primul jucător belgian ce înscrie un gol în finala Ligii Campionilor.
Pe 15 octombrie 2016 marca primul său hat-trick în goleada lui Atleti 7 la 1 împotriva Granada CF , în plus a contribuit cu două pase decisive.
Pe 21 octombrie 2016 anunță reînnoirea acestuia până în anul 2022, prelungind contractul cu 2 ani, și cu o clauză de reziliere de 100 de milioane de euro.

### Dalian Yifang
În februarie 2018, Carrasco s-a alăturat echipei chineze, Dalian Yifang.
La 3 martie, Carrasco și-a făcut debutul în campionatul din China într-o înfrângere cu 8-0 împotriva lui Shanghai SIPG.

### Revenirea la Atlético Madrid
Pe 31 ianuarie 2020, Carrasco s-a întors la Atlético Madrid împrumutat până la sfârșitul sezonului. La 8 septembrie 2020, s-a alăturat clubului în mod permanent, semnând un contract pe patru ani. Pe 21 noiembrie 2020, a marcat singurul gol într-o victorie cu 1-0 asupra Barcelonei.

### Al-Shabab
La 4 septembrie 2023, Carrasco a semnat un contract de trei ani cu Al-Shabab din Liga Profesionistă din Arabia Saudită pentru o sumă de 15 milioane de euro.

## Naționala
Internațional în toate categoriile inferioare a Belgiei, și-a făcut debutul internațional cu selecție belgiene absolute pe 28 martie 2015, în-tro victorie împotriva Format:Sel 5-0.
La naționala de seniori Belgia din 2015, a fost unul dintre cei 23 chemați pentru a juca la Euro 2016.
A marcat primul său gol cu naționala de seniori pe 20 iunie 2016 într-un meci împotriva Ungariei la Euro 2016 jucat în Toulouse.

## Statistici carieră

### Club
La 26 februarie 2018.
| Club            | Club         | Campionat | Campionat | Cupă | Cupă | Cupa Ligii | Cupa Ligii | Continental | Continental | Total | Total |
| Club            | Sezon        | M         | G         | M    | G    | M          | G          | M           | G           | M     | G     |
| --------------- | ------------ | --------- | --------- | ---- | ---- | ---------- | ---------- | ----------- | ----------- | ----- | ----- |
| Monaco          | 2012–13      | 27        | 6         | 2    | 0    | 2          | 2          | –           | –           | 31    | 8     |
| Monaco          | 2013–14      | 18        | 3         | 4    | 1    | 0          | 0          | –           | –           | 22    | 4     |
| Monaco          | 2014–15      | 36        | 6         | 4    | 0    | 2          | 1          | 10          | 1           | 52    | 8     |
| Monaco          | Total        | 81        | 15        | 10   | 1    | 4          | 3          | 10          | 1           | 105   | 20    |
| Atlético Madrid | 2015–16      | 29        | 4         | 5    | 0    | –          | –          | 9           | 1           | 43    | 5     |
| Atlético Madrid | 2016–17      | 35        | 10        | 6    | 2    | –          | –          | 12          | 2           | 53    | 14    |
| Atlético Madrid | 2017–18      | 17        | 3         | 5    | 1    | –          | –          | 5           | 0           | 27    | 4     |
| Atlético Madrid | Total        | 81        | 17        | 16   | 3    | –          | –          | 26          | 3           | 123   | 23    |
| Dalian Yifang   | 2018         | 0         | 0         | 0    | 0    | —          | —          | 0           | 0           | 0     | 0     |
| Dalian Yifang   | Total        | 0         | 0         | 0    | 0    | —          | —          | 0           | 0           | 0     | 0     |
| Career total    | Career total | 162       | 32        | 26   | 4    | 4          | 3          | 36          | 4           | 228   | 43    |

### Meciuri la națională
La 7 octombrie 2017.
| Belgia | Belgia  | Belgia |
| An     | Apariți | Goluri |
| ------ | ------- | ------ |
| 2015   | 4       | 0      |
| 2016   | 11      | 4      |
| 2017   | 7       | 1      |
| Total  | 22      | 5      |